# آرویو دو میو
آرویو دو میو (به پرتغالی: Arroio do Meio) یک منطقهٔ مسکونی در برزیل است که در ریو گرانده جنوبی واقع شده‌است. آرویو دو میو ۱۵۷٫۹۵۵ کیلومتر مربع مساحت و ۲۰٬۹۶۷ نفر جمعیت دارد و ۵۴ متر بالاتر از سطح دریا واقع شده‌است.

## خواهرخوانده
شهر بوپارد خواهرخواندهٔ آرویو دو میو هست.